# 陈英俊
陈英俊（1921年—），辽宁省辽阳市人，中华人民共和国建筑学家。
早年留学日本东京帝国大学土木工程专业，后转学京都帝国大学。1945年，回国进入中长铁路局沈阳桥梁厂。1952年，进入唐山铁道学院任教。1977年，进入北方交通大学（现北京交通大学），研究方向是桥梁力学、结构振动与可靠性理论。2011年，获得“茅以升科学技术奖”。